# Tiberiu Bălan
Tiberiu Gabriel Bălan (n. 17 februarie 1981, Ocna Mureș, România) este un fotbalist român retras din activitate. S-a aflat sub contract cu Sportul Studențesc din 2002, dar de-a lungul timpului a mai fost împrumutat la FC Timișoara, sau Unirea Urziceni cu care a devenit campion al României și a jucat în Liga Campionilor, iar în 2011 a fost lăsat liber de contract pentru a se transfera la Steaua.
În februarie 2010 a făcut parte dintr-un transfer controversat, alături de Dacian Varga, cei doi fiind împrumutați de Sportul Studențesc la Rapid III București, echipa satelit a lui Rapid București care evolua în Liga a IV-a. Înțelegerea a fost făcută astfel deoarece echipa întâi a clubului Rapid, care evolua în Liga I, nu mai putea face transferuri, perioada de „mercato” fiind încheiată. Dar cei doi nu aveau drept de joc decât la Liga a IV-a, astfel că primul (și singurul) meci în care Varga și Bălan au fost folosiți la Rapid a fost pierdut la „masa verde” în fața echipei FC Timișoara.

## Performanțe internaționale
A jucat pentru Unirea Urziceni în grupele UEFA Champions League 2009-10, contabilizând 6 meciuri în această competiție.

## Titluri
| Sezon   | Club            | Titlu  |
| ------- | --------------- | ------ |
| 2008-09 | Unirea Urziceni | Liga I |

2012-2013 STEAUA BUCURESTI  Liga1